# Redhead (musical)
Redhead è un musical con la musica di Albert Hague, parole di Dorothy Fields e libretto della Fields, Herbert Fields, Sidney Sheldon e David Shaw. La produzione originale, con Gwen Verdon, debuttò il 5 febbraio 1959 per il Broadway theatre arrivando a 452 recite e vinse il Tony Award al miglior musical.
Nel 1998 va in scena ad East Haddam con Marilyn Cooper.